# Veteris
Veteris, auch Vitiris, Hveteris und andere Variationen, ist der Name einer keltischen Gottheit, die in über 50 Inschriften aus der Gegend des Hadrianswalles in Nordengland genannt wird. Es kommt keine Interpretatio Romana vor, jedoch wird der keltische Name einmal in Netherby (North Yorkshire) zusammen mit Mogon genannt.
Die Nennungen erfolgen sowohl im Singular als auch im Plural, der oft vorkommende Zusatz DEO oder DIBUS lässt einen männlichen Gott vermuten, in zwei Inschriften aus Concangis (heute Chester-le-Street, County Durham), The Roman Inscriptions of Britain (RIB) 1047 und The Roman Inscriptions of Britain (RIB) 1048, ist eine weibliche Gottheit anzunehmen. Die Fundorte entlang des Hadrianswalles weisen auf eine Verehrung durch die dort stationierten Römischen Legionen hin.

## Fundorte und Namensvariationen
971 usw. bedeutet: The Roman Inscriptions of Britain (RIB) 971
- Netherby: (971 [Mogont Vitire], 973 [Huetiri])
- Carrawburgh: (1548 [Veteri], 1549 [Huiteribus])
- Vercovicium/Housesteads (Northumberland): (1602 [Hueteri], 1603 [Huitri], 1604-7 [Veteribus])
- Hadrianswall: (2068 [Veteri], 2096 [Huiteribus])
- Cataractonium/Catterick: (727)
- Concangis/Chester-le-Street (County Durham): (1046 [Vitiri], 1047 [Vitiribus], 1048 [Vitbus])
- Arbeia/South Shields (1070c [Ansu Vitiri])
- Longovicium/Lanchester (County Durham): (1087, 1088)
- Vindomora/Ebchester (County Durham): (1103 und 1104 [Vitiri])
- Coria/Corbridge (Northumberland): (1139 [Veteri], 1140 [Vitiri], 1141 [Vit])
- Condercum/Benwell (1335 [Vetri], 1336 [Vitirbus])
- Cilurnum/Chesters (Northumberland): (1455 [Vitiri], 1456 [Veteribus], 1457 [Vitirbus], 1458 [Votris?])
- Aesica/Great Chesters (Northumberland): (1728 [Vetiri], 1729 und 1730 [Veteribus])
- Vindolanda/Chesterholm (1697 [Veteri], 1698 [Veteri], 1699 [Veteribus], 1722e und 1722f [Veteribus])
- Magnis/Carvoran (Northumberland): (1793-5 [Veteri], 1796 [Vetiri], 1797 [Vetiriu], 1798 [Viterino], 1799–1801 [Vitiri], 1802/3 [Veteribus], 1804 [Viteribus], 1805 [Vitiribus])